# The Flood (ópera)

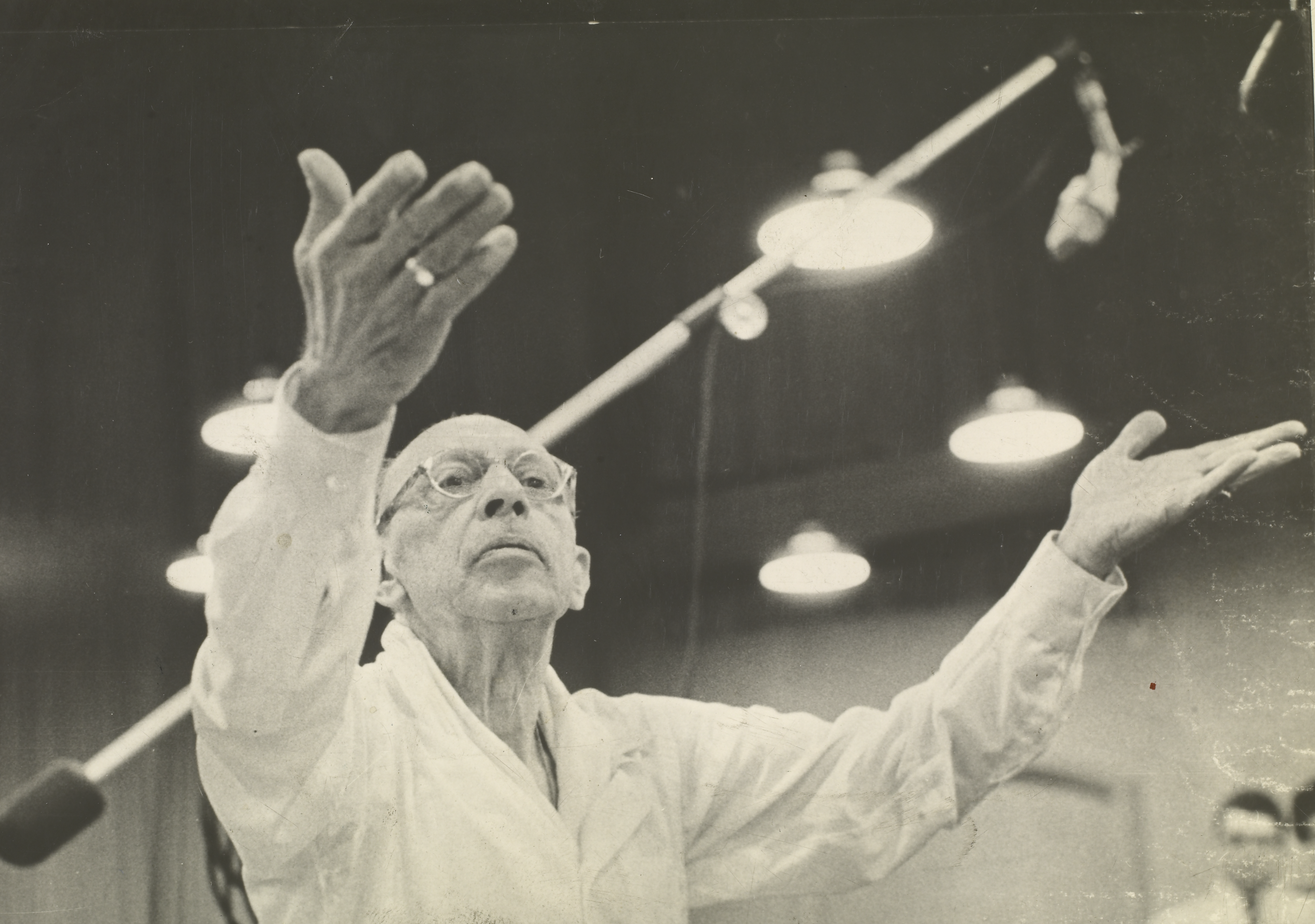
Igor Stravinski (1962)Fotografía del archivo nacional (Brasil)

The Flood (título original en inglés; en español, El diluvio), subtitulado Juego musical, es un breve drama bíblico compuesto en estilo serial por Ígor Stravinski en 1962, para la televisión, por encargo de la CBS. Relata los acontecimientos del Diluvio universal.
La primera representación televisiva tuvo lugar el 14 de junio de 1962, dirigida por Robert Craft, con coreografías de George Balanchine. Robert Craft dirigió igualmente la primera representación escénica en Hamburgo el 30 de abril de 1963.